# Celui qui est né deux fois

Celui qui est né deux fois est une série de trois albums de bande dessinée de Derib publiée aux éditions du Lombard entre 1983 et 1985. C'est le premier volet d'une saga qui se poursuit avec la série Red Road.

## Synopsis
Le récit se situe au XIXe siècle et retrace la vie de Pluie d'Orage, un jeune indien Sioux. 
Entré en relation avec les Esprits, il prendra le nom de Celui qui est né deux fois, et deviendra un homme-médecine respecté parmi son peuple.

## Personnages
- Pluie d'Orage/Celui qui est né deux fois : le héros
- Ours Qui Court Vite : chaman de la tribu
- Feuille d’Automne : la grand-mère de Celui-qui-est-né-deux-fois
- Lys Blanc : jeune indienne qui deviendra sa femme
- Écureuil Rapide : fils aîné de Celui qui est né deux fois
- Petit Soleil : fils cadet de Celui qui est né deux fois
- Cerf-Rouge : jeune de la tribu auquel Celui qui est né deux fois va transmettre son savoir d'Homme médecine
- Petit Castor : Ami de Pluie d'Orage (nom de Celui qui est né deux fois lorsqu'il est jeune)

## Albums de la série
Celui qui est né deux fois, Le Lombard, coll. « Histoires et Légendes » :
1. Pluie d'orage, 1983.  (ISBN 2-8036-0410-8) Prix des lecteurs de Bédésup, catégorie « meilleur album de western »[1]
2. La danse du soleil, 1984.  (ISBN 2-8036-0442-6)
3. L'arbre de vie, 1985.  (ISBN 2-8036-0496-5)